# Rivolte in Iraq del 1991
Le rivolte in Iraq del 1991 furono una serie di rivolte popolari nel nord e nel sud della nazione in seguito al cessate il fuoco della guerra del Golfo; le più incoordinate rivolte furono l'"Intifada Shaabab" tra gli arabi e la "rivolta nazionale" tra i curdi. Queste rivolte erano guidate dalla percezione che l'allora presidente iracheno Saddam Hussein fosse responsabile delle repressioni sociali sistematiche e che fosse diventato ormai vulnerabile a un cambio di regime. Questa percezione di debolezza era maggiormente a causa della sconfitta irachena nella guerra Iran-Iraq e nella guerra del Golfo, che avevano provocato una distruzione dell'economia e della popolazione dell'Iraq.
Entro le prime due settimane della rivolta, la maggior parte delle città e delle provincie dell'Iraq erano già cadute nelle mani delle forze ribelli. I partecipanti della rivolta erano un misto di etnie, religioni e affiliazioni politiche tra cui soldati disertori, arabi sciiti islamisti, nazionalisti curdi e gruppi di estrema sinistra. Dopo le iniziali vittorie, la rivolta iniziò a vacillare a causa delle divisioni interne e al mancato sperato supporto statunitense, così il Partito Ba'th di Saddam Hussein riuscì a mantenere il controllo della capitale Baghdad e iniziò presto a reprimere i ribelli in una brutale campagna condotta dalle forze lealiste della Guardia repubblicana irachena.
| Controllo di autorità | LCCN (EN) sh91004437 · J9U (EN, HE) 987007534666605171 |